# 韋爾夫二世
韋爾夫二世（Welf II.）是一名神聖羅馬帝國貴族，士瓦本伯爵、阿爾特多夫伯爵。他是魯道夫二世的兒子，屬於韋爾夫家族老系的成員。

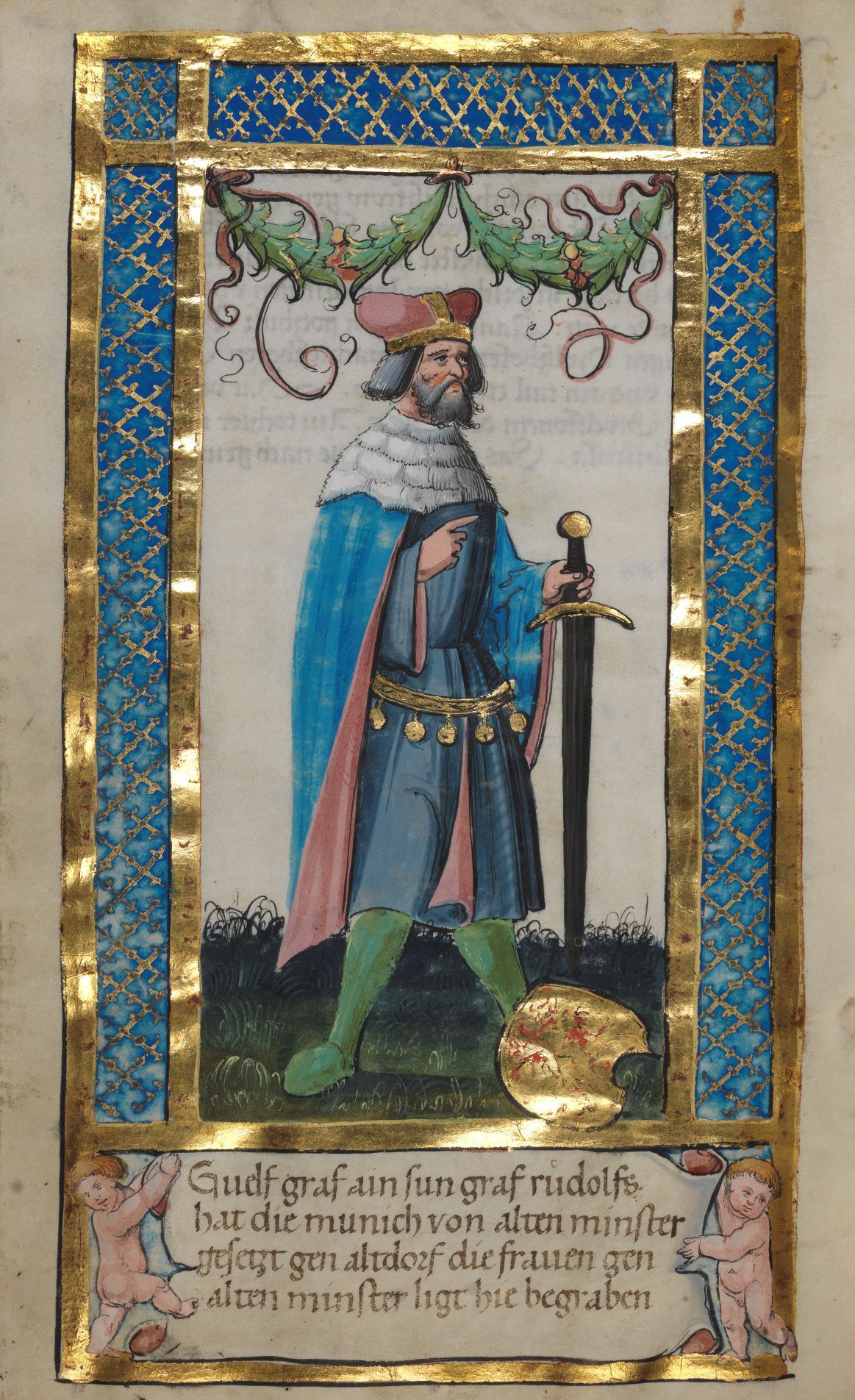
韋爾夫二世

他在1030年去世，由兒子韋爾夫三世繼位。他的女兒庫妮根德嫁給阿爾貝托·阿佐二世，米蘭藩侯，其子在韋爾夫三世死後創建韋爾夫家族新系。
1. ↑  Zotz, 'Welf II.,' col. 2144.
2. ↑  Schneidmüller: Die Welfen, p. 123.